# Judaïsme synagogal

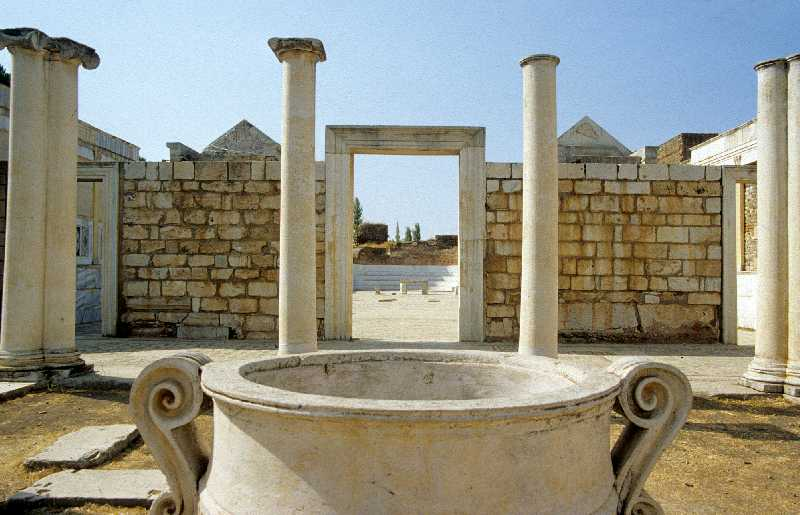
Synagogue de Sardes, Turquie, IIIe siècle

Le judaïsme synagogal ou judaïsme synagogal et sacerdotal est un courant du judaïsme apparu vers le IIe siècle avant l’ère chrétienne, avec l’édification des premières synagogues dans la diaspora juive et en Judée antique. Parallèle au courant du judaïsme sacerdotal, il s’est développé après la destruction du Second Temple de Jérusalem en 70.
Connu également sous le nom de « judaïsme commun », ou de « judaïsme pararabbinique », le mouvement synagogal constitue les rites et les traditions auxquels adhèrent majoritairement les Judéens des premiers siècles de notre ère. C’est en son sein que se forment les pratiques religieuses et la culture communes à la diaspora juive antique. Marqué par des influences grecques et perses, il donne naissance à un art spécifique au IIIe siècle.
« Entre le rabbinisme et le christianisme, note Simon Claude Mimouni, a existé une autre entité – sans doute ayant plus de légitimité à cause de son ancienneté et du fait qu’elle repose sur des fondements relevant plus de l’ethnicité que de la croyance – qu’on peut appeler le judaïsme synagogal, qui a été pris entre les feux des identités, rabbinique et chrétienne, en formation entre le IIe et le IVe siècle : ce dernier a progressivement disparu en rejoignant, soit le mouvement des rabbins, soit le mouvement des chrétiens, même si sa réalité s’est maintenue en certaines régions durant tout le Moyen Âge en Occident comme en Orient».
Distinct du judaïsme rabbinique et du judaïsme chrétien, le judaïsme synagogal est porteur d’une mystique associée à la littérature des Palais et à celle du Targoum, en particulier. Il est à la source du mouvement kabbalistique, selon Moshé Idel.

## Concept
À la suite de la découverte des ruines de la synagogue de Doura Europos, dans les années 1930, les historiens d’art et les historiens des religions se confrontent à des vestiges archéologiques qui remettent en cause l’historiographie du judaïsme communément admise. La synagogue de Doura Europos, datée du milieu du IIIe siècle de l’ère commune, livre un ensemble important de peintures figuratives représentant des scènes tirées des récits de l’Ancien Testament. L’exhumation des ruines d’autres synagogues antiques, dans les décennies suivantes, livre une iconographie comparable, qui contredit des interdits édictés par les académies rabbiniques contemporaines des synagogues, en ce qui concerne la fabrication d’images. 

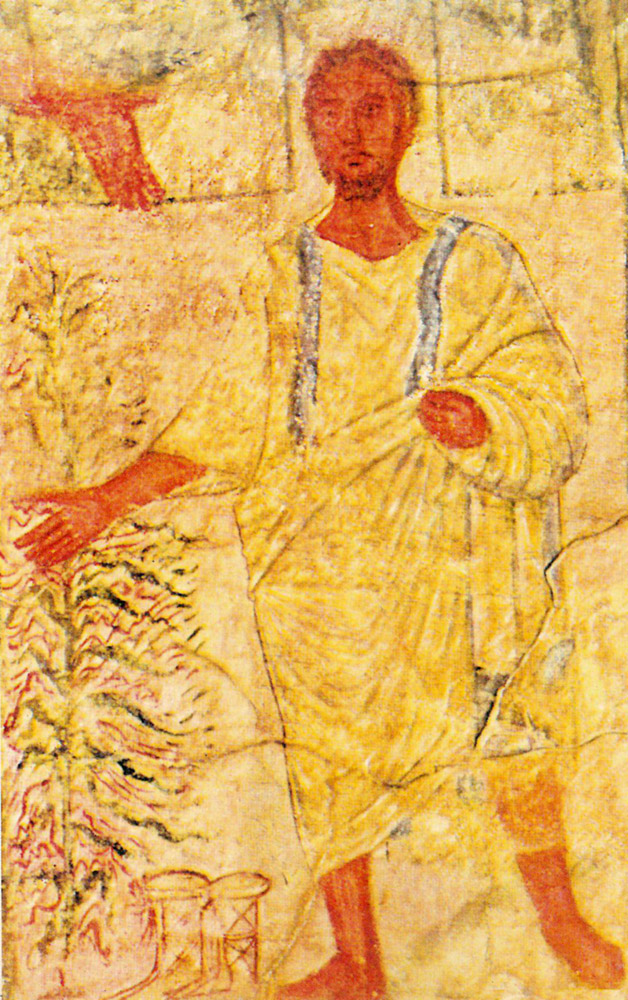
Moïse, représenté sur une fresque de la synagogue de Doura Europos, Syrie, milieu du IIIe siècle

Erwin Ramsdell Goodenough émet l’hypothèse qu’il existait dans l'Antiquité une forme de judaïsme tombée dans l’oubli, influencée notamment par la culture grecque : un « judaïsme hellénistique », ni rabbinique, ni chrétien.
Les recherches menées par Gershom Scholem, sur les sources antiques de la kabbale, le conduisent à émettre le même genre d’hypothèse, à partir des données livrées par les textes de la mystique juive antique, liée en particulier à l’école judéo-platonicienne de Philon d'Alexandrie, au Ier siècle.
Goodenough était convaincu que son œuvre complétait celle de Scholem. L’un, à partir de l'archéologie, l’autre, à partir des textes, attestaient l’existence d’une tradition mystique antique méconnue dans l’histoire du judaïsme jusqu’à l’apparition de la Kabbale au XIIe siècle.
Scholem n’opérait pas une rupture aussi radicale que Goodenough entre le judaïsme mystique et le judaïsme rabbinique. Toutefois ils s’accordaient sur le fait que les influences grecques, platoniciennes, gnostiques ou orphiques, avaient joué un rôle déterminant dans la création de la mystique juive. Un point de vue contesté par Moshé Idel et Charles Mopsik qui considèrent que « Scholem a sous-estimé l'élément proprement juif dans la constitution de la kabbale et grossi l'influence de la gnose. »
Les travaux historiographiques (menés notamment par Daniel Boyarin, par Stuart Miller et par Lee I. Levine, etc.) mettent en jeu deux composantes dans le judaïsme mystique antique : une composante de langue grecque, mais également une composante de langue araméenne (la langue d’origine syrienne, parlée couramment au Proche-Orient dans l’Antiquité). Ce bilinguisme, propre à la culture judéenne des premiers siècles de notre ère, définit un « judaïsme commun complexe », « non monolithique », selon Stuart Miller. La littérature du Targoum (les commentaires du texte biblique en araméen) y joue un rôle au moins aussi important que la littérature judéo-grecque. 
« Ce judaïsme, note José Costa, est commun, puisque fondé sur une source commune à toutes ses composantes : la tradition biblique au sens large. Il est complexe, dans la mesure où il est à l’origine des synagogues monumentales dans toute leur diversité […]. Il intègre à la fois la composante ethnique et religieuse de l’identité juive. Il permet enfin de connaître comment la culture matérielle païenne a fait l’objet d’un processus d’appropriation dans un contexte juif. » Simon Claude Mimouni préfère l’appeler « judaïsme synagogal », une notion qui se réfère aux mêmes bases historiographiques.

## Histoire
Les premières synagogues (du grec sunagôgê, « assemblée ») ou proseuques (du grec προσευχή [lieu de] prières) sont apparues vers le IIe siècle av. J.-C. en Diaspora, dans des royaumes grecs d’Orient (Egypte, Syrie, Asie mineure, etc.), conçues sur le modèle hellénistique de l’association, selon Lee I. Levine. Les associations synagogales ne se distinguaient pas, fondamentalement, des associations païennes dans les cités gréco-romaines. Formées par toutes sortes de communautés, elles se donnaient la mission de fonder un sanctuaire et d’y célébrer un culte, mais également d’organiser une solidarité entre leurs membres, par des pratiques charitables en particulier.

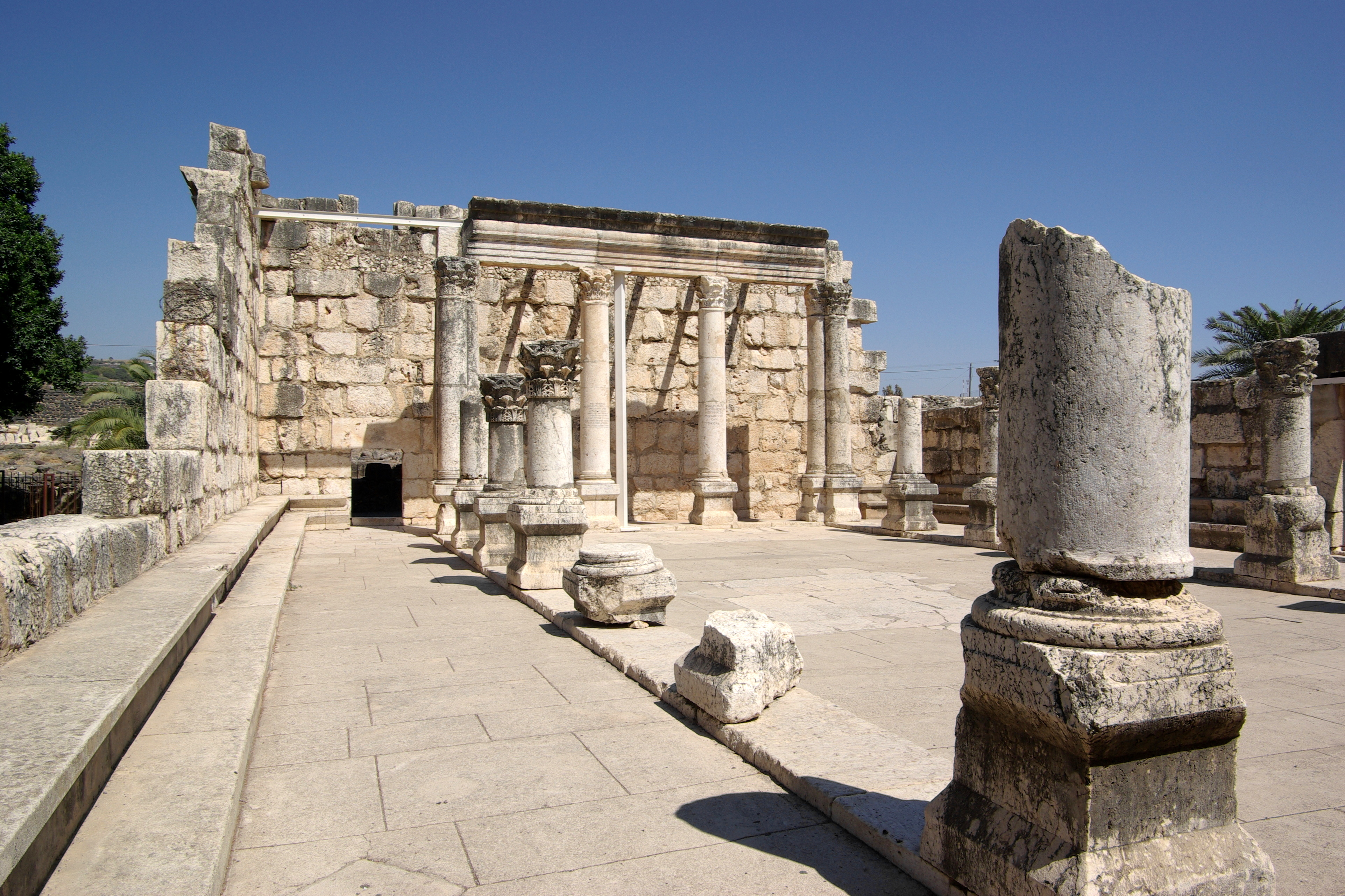
synagogue de Capharnaüm, Israël, IIe siècle

Apparu d’abord en Diaspora, le mouvement synagogal gagne bientôt le royaume de Judée, en assurant le lien entre les Judéens de l’intérieur, centrés sur l’institution du Temple, et les Judéens de l’extérieur, centrés sur l’institution de la synagogue.  Solomon W. Baron estime que la population judéenne alors, peu avant la première révolte juive contre Rome en 70 de notre ère, atteignait huit millions de personnes (deux millions en Palestine, six en Diaspora, dont un million en Perse), une masse importante, près d’un dixième de la population globale de l’empire romain. Le mouvement synagogal y constitue une facteur d’unité entre Judéens. 
La destruction du Temple de Jérusalem en 70, lors de la conquête de la Judée par les armées romaines, entraîne la disparition du judaïsme sacerdotal, et son remplacement par le judaïsme synagogal. Les Judéens de Palestine comme ceux de Diaspora « ne se tournent que lentement vers le mouvement rabbinique et son alternative d’un judaïsme sans sanctuaire et sans sacerdoce, autrement dit sans culte », observe Mimouni. Le judaïsme rabbinique, alors, ne représente qu'une minorité de la population juive ; le judaïsme chrétien, également. La révolte juive contre les Romains, en 132-135, prend naissance au sein du courant synagogal. Après l’échec de la révolte, il subit des influences païennes, notamment en Palestine. 
Seth Schwartz distingue deux périodes : la première, entre 135 et 350, marquée par une montée du paganisme chez les Judéens ; la seconde, entre 350 et 640, basée sur la volonté de se rejudaïser. La responsabilité de cette rejudaïsation n’incombe pas, pour autant, aux rabbins, mais au déclin du paganisme dans l’empire romain, associé à la conversion de l’empereur Constantin au christianisme. 
La synagogue, à partir de sa propre culture, pousse les Judéens à opérer un rapprochement, soit avec les rabbins, soit avec les chrétiens. Le judaïsme rabbinique, hostile en règle générale aux rites pratiqués dans les synagogues, change alors de position, en intégrant la culture synagogale en son propre sein, pour s’adapter à la convergence des deux courants au tournant du IVe et du Ve  siècle, selon Schwartz.
Des historiens comme Mimouni, Boyarin ou Levine trouvent cette vision trop schématique. Levine, pour sa part, observe que les rabbins portent un intérêt de plus en plus marqué pour la synagogue à partir du IIe  siècle, mais qu’ils n’y occupent pas une position dominante avant le Ve siècle.

## Société

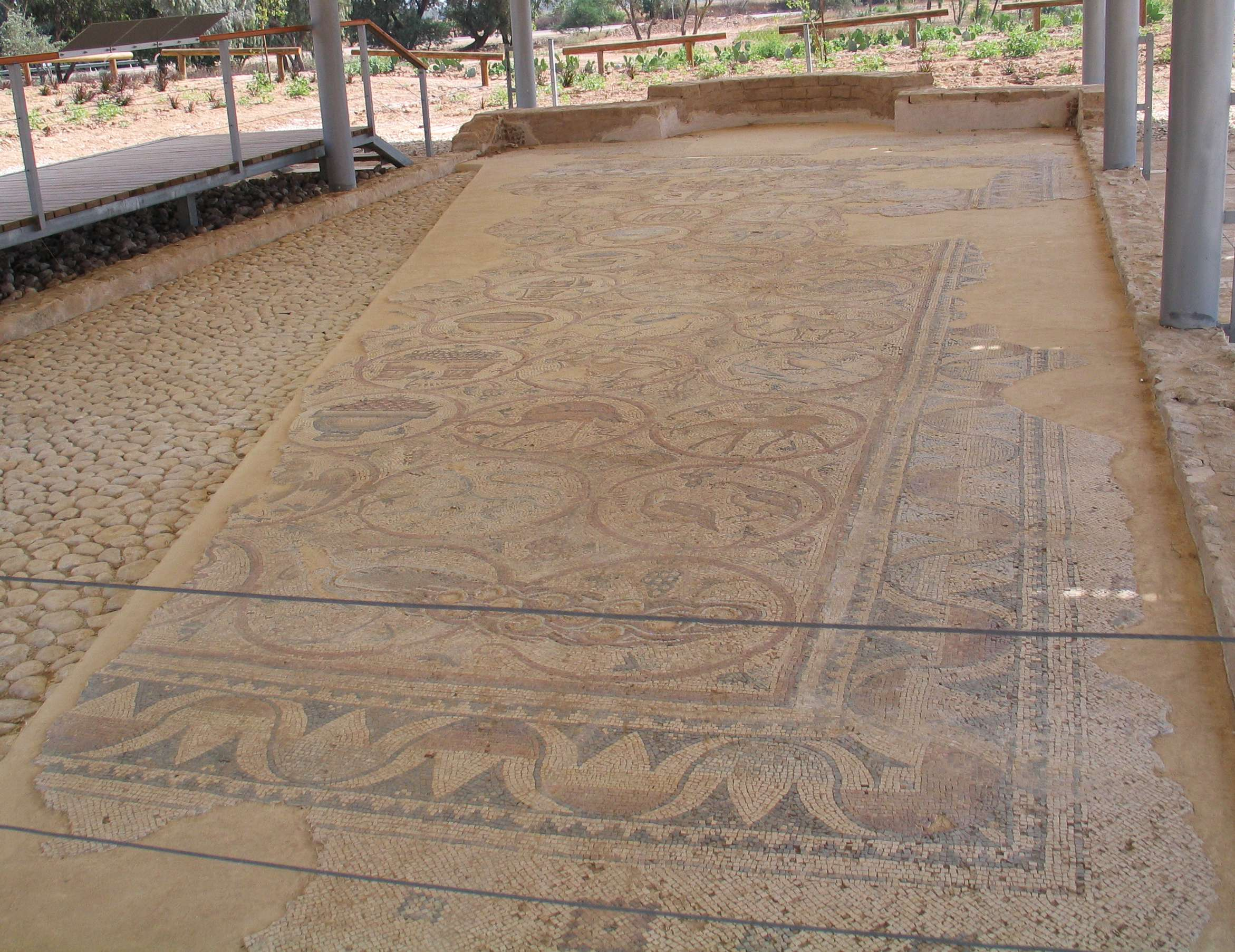
Mosaïque, synagogue de Maon, Israël, VIe siècle

Les Judéens antiques se distinguent peu des païens, selon Stuart Miller. Ils s’habillent de la même façon. Ils pratiquent le même genre d’activités. Nombre d’entre eux participent aux cultes civiques rendus aux dieux de la cité. Ils n’hésitent pas à les faire figurer dans leurs synagogues – comme à Doura Europos où les effigies de Cybèle, de Perséphone, d’Hélios, etc., décorent le plafond de la salle de prière. Toutefois, ils  circoncisent leurs enfants et ne mangent pas de porc. Signes majeurs de leur appartenance au judaïsme, qui se comprend bien plus comme une culture plutôt que comme une religion, au sens strict.
La très faible présence du mot Rabbi dans les inscriptions archéologiques retrouvées en Diaspora et en Palestine suggère que le mouvement rabbinique est peu présent dans ce contexte (si l’on excepte la Babylonie, où les changements interviennent plus tôt). Les rabbins et leurs disciples y forment une minorité qui adhère aux principes du judaïsme hérité des pharisiens. Ils respectent les prescriptions de la loi juive. Ils ne fabriquent pas d’images. Ils n’entrent pas dans les lieux de culte païens. Ils ne partagent pas, non plus, un repas avec des païens. Cependant, en règle générale, ils cohabitent avec la population majoritaire.
La minorité judéo-chrétienne cohabite, également, avec les Judéens des deux autres tendances, dans les mêmes quartiers, comme à Doura Europos. Elle est perçue « comme un courant juif dissident, et non comme une nouvelle religion, au moins jusqu’au milieu du IIe  siècle », note Costa. Les judéo-chrétiens ont été relativement bien accueillis par les Juifs non pharisiens, ou même par les pharisiens modérés qui n’acceptaient pas le formalisme des pharisiens les plus radicaux, selon Costa.

### Prêtres et rabbins
La synagogue prend la valeur d’un temple dans la société gréco-romaine ou perse. Les prêtres y occupent une place centrale. Ils célèbrent les offices. Ils lisent des targounim (les commentaires de la Bible). Ils délivrent un enseignement. Ils font partie de l’élite dirigeante. Ils représentent leur communauté auprès des autorités impériales. 
« Les prêtres sont le seul groupe social à avoir un rôle fixé dans la liturgie synagogale, alors que les rabbins se présentent eux-mêmes, au moins dans les textes tannaïtiques, comme n’ayant pas d’intérêt pour la synagogue », signale Paul Flesher. Les prêtres juifs représentent une figure du passé, liée à des pratiques liturgiques plus ou moins imprégnées de paganisme, au regard des rabbins.

## Mystique synagogale

### Influences bibliques
Charles Mopsik et Moshé Idel supposent que les courants mystiques du judaïsme trouvent leur source dans les écrits attribués au prophète Élie, « la figure la plus ancienne et la plus marquante » de la mystique biblique, le messager céleste qui initie son lecteur aux secrets de la Torah.
La figure d’Elie occupe une place majeure dans la littérature apocalyptique apparue vers le IIIe siècle av. J.-C. dans les écoles juives de l'Orient antique. Une littérature de résistance formée par des auteurs qui portent un regard critique sur le monde dans lequel ils vivent, tout en lançant un message d'espérance. Elle s'associe à une autre figure biblique, celle du prophète Ézéchiel. Sa vision de la Merkabah (le « Char de Dieu ») joue un rôle important dans la littérature synagogale. Une troisième figure y occupe une place remarquable : celle du prophète Daniel, associé à sa propre vision de Dieu. Les anges, les messagers, les visionnaires, les êtres intermédiaires entre Dieu et les hommes, prennent le rôle principal dans cette littérature, alors que la divinité, en tant que telle, semble s’éloigner de l’humanité.

### Influences grecques et perses

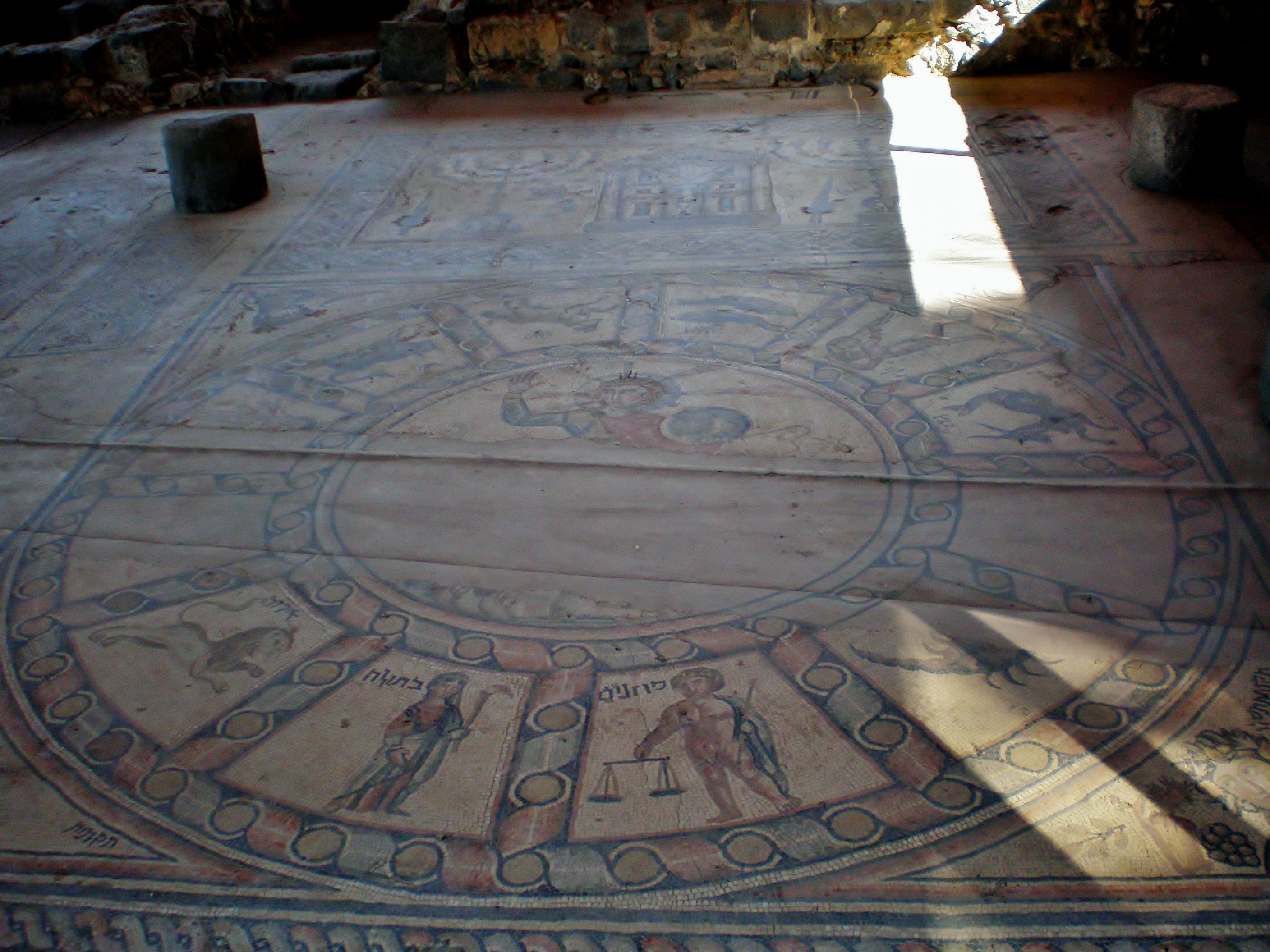
Hélios et le zodiaque, synagogue de Hammath, Tibériade, Israël, VIe siècle

E. R. Goodenough remarque des similitudes entre les « mystères juifs » et les « mystères païens ». L’œuvre de Philon d’Alexandrie, en particulier, absorbe des influences platoniciennes, pythagoriciennes, dionysiaques, orphiques ou perses, qui constituent comme un conservatoire mystique, dont Goodenough retrouve la marque dans les décors des synagogues antiques.
Ce qui caractérise l’art synagogal, pour Goodenough, c’est un « judaïsme de la lumière ». Ainsi, pour Philon, le Dieu d’Israël, incompréhensible, insaisissable, inconcevable, en termes théologiques, peut tout de même se révéler sous la forme d’une illumination, d’un éclair, d’une « lumière », confondue avec le logos cosmique, le Messie, le lien entre Dieu et les hommes.  
L’influence de Philon sur le judaïsme chrétien antique est considérable. Son influence sur le judaïsme synagogal ne l’est pas moins. La figure du zodiaque et celle du dieu Hélios (le dieu Soleil) apparaissent systématiquement dans les synagogues antiques. Hélios illustre « l’émanation divine », une forme que l’on retrouve dans la Shekhina, la présence divine immanente, une notion que les rabbins, non sans réticence, finiront par admettre dans leur littérature, mais que Goodenough relie à la mystique juive antique.
Willem .F. Smelik, à partir d’une analyses des textes qumrâniens et targoumiques, recoupe l’analyse de Goodenough : Le juste devient lumière dans l’autre monde, en prenant l’aspect d’un ange ou d’une étoile. Une conception, propre à la mystique synagogale, que les rabbins, dans leur ensemble, n’apprécient guère.

### Messianisme
Messianisme et mysticisme se conjuguent dans le mouvement synagogal, alors que c’est loin d’être le cas dans le mouvement rabbinique. Les rabbins, alors, se méfient des conceptions messianiques. Elles impliquent, le plus souvent, les processus d’émanation divine qu’ils réprouvent. La tendance des rabbins, jusqu’au début du  VIe  siècle, était « profondément anti-messianique », note Philip Alexander.

### Binitarisme
Daniel Boyarin met en jeu un binitarisme, c’est-à-dire une double identité de Dieu, sous une espèce transcendante, absente, irreprésentable, et sous une espèce immanente, présente et représentable, dans le judaïsme synagogal comme dans le judaïsme chrétien.
Justin de Naplouse, l’un des premiers Pères de l’Eglise, faisait de cette conception du divin l’un des fondements de la pensée chrétienne, alors que les rabbins la considéraient comme une hérésie, remarque Boyarin, qui souligne que c’est à partir de ce conflit théologique que s’élaborent la religion chrétienne et la religion juive, l’une et l’autre se construisant par hérésiologie, en définissant à la fois le dogme et l’hérésie : « Les deux projets hérésiologiques forment ainsi un miroir parfait, explique Boyarin. les Rabbis construisent (pour ainsi dire) le christianisme, tandis que les auteurs chrétiens, tel Justin, construisent (pour ainsi dire) le judaïsme».

### Pluralité

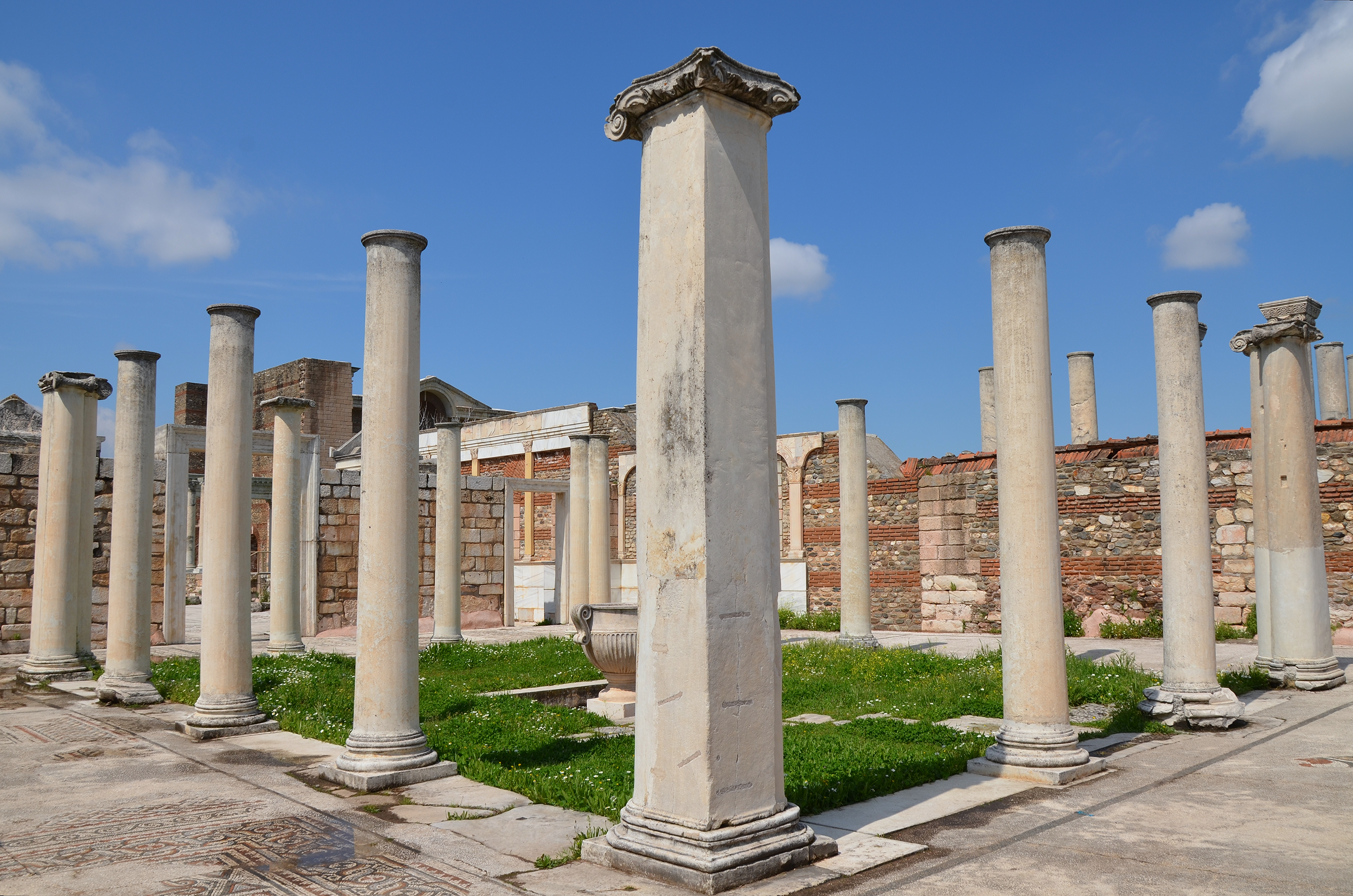
synagogue de Sardes, Turquie, IIIe siècle

Cependant une rupture se produit vers le Ve siècle, dans le judaïsme rabbinique, quand les rédacteurs du Talmud de Babylone admettent qu’« un Israélite, même s’il pèche, reste un Israélite ». La nécessité d’intégrer, au moins en partie, les données de la mystique synagogale dans la littérature rabbinique, afin de satisfaire une société pour qui la synagogue reste un lieu essentiel, impose aux rabbins de rompre avec l’hérésiologie. Un changement considérable, selon Boyarin. Le judaïsme rabbinique ne conçoit plus d’hérétiques parmi les Juifs. Il abandonne son projet initial pour admettre en son sein une pluralité de croyances, parfois contradictoires, en se centrant sur les pratiques, plus que sur la foi.
« Ce mot d’ordre devient presque omniprésent et fondateur pour les formes tardives du judaïsme rabbinique. Il n’y a désormais pratiquement aucune possibilité qu’un Juif cesse d’être juif, car la notion même d’hérésie a été finalement rejetée et le judaïsme (même si le mot est anachronique)  a refusé d’être, en fin de compte, une religion », conclut Boyarin.
La nature de l’opposition entre le christianisme et le rabbinisme antiques tient au fait « qu’ils appartiennent l’un et l’autre à des catégories complètement différentes », note Mimouni, qui précise : « Si l’on part du point de vue des chrétiens, le rabbinisme et le christianisme relèvent de la catégorie des religions […]. Si l’on part du point de vue des rabbins, le christianisme est une religion, le judaïsme n’en est pas une, du moins jusqu’à la tentative de Maïmonide et surtout jusqu’au temps de la Modernité pour voir émerger la notion de “foi juive”. »

## Art synagogal
Selon Goodenough, les synagogues se sont conçues dans le cadre du judaïsme hellénistique d’Alexandrie. Substituts du Temple de Jérusalem en Diaspora, elles offraient aux Judéens le lieu où célébrer les « mystères » d’un culte à la fois mystique et messianique dont la philosophie de Philon donne les clefs théologiques.
Schwartz a contesté ce point de vue, en déniant à Philon un rôle aussi important dans la création de l’art synagogal, mais sans remettre en cause, pour autant, le projet que lui assigne Goodenough. Le synagogue se donne la mission de s’approcher, par son architecture, par son décor, par sa liturgie, de l’union mystique du divin et de l’humain.

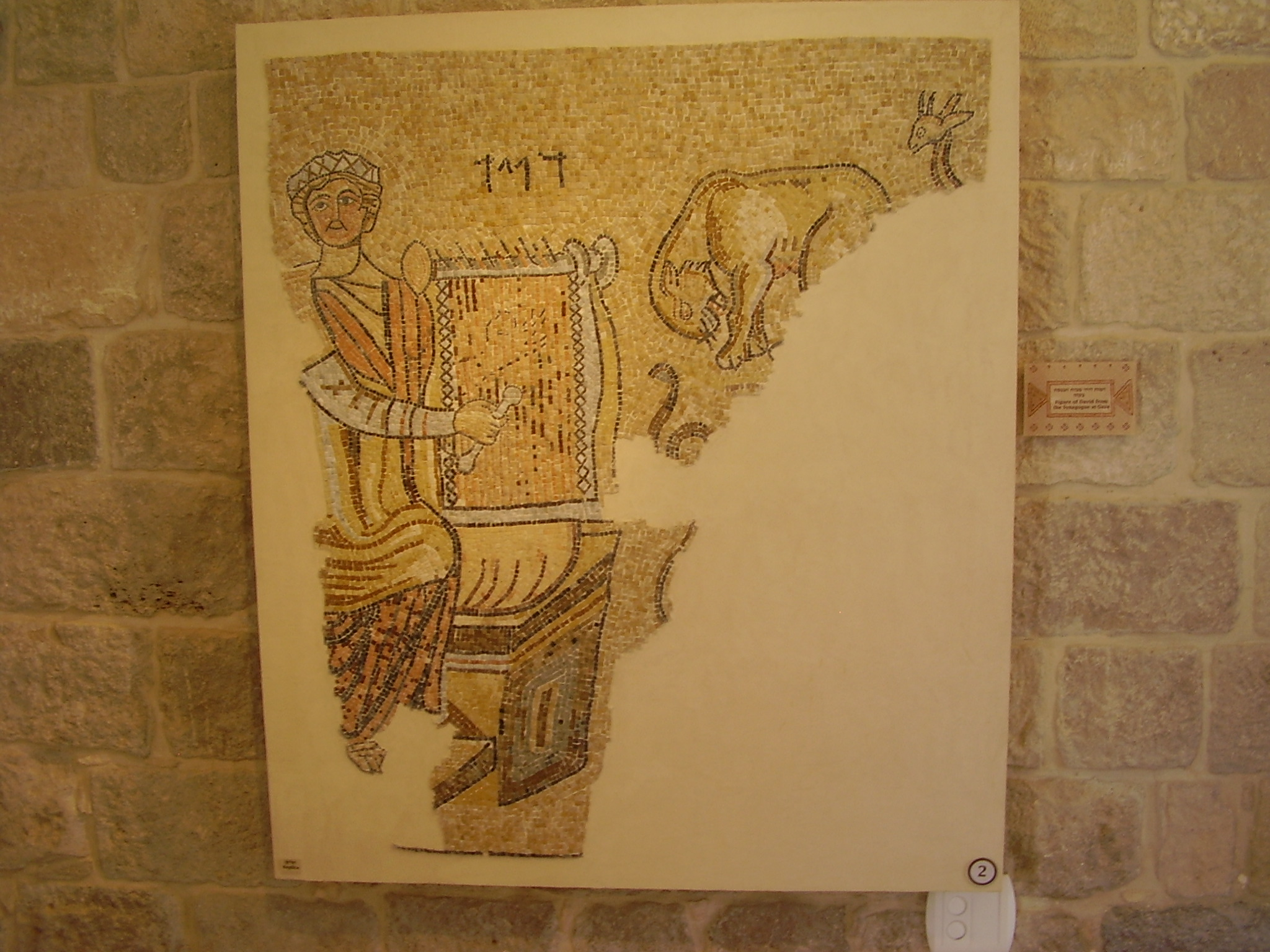
Mosaïque du roi David jouant de la harpe, synagogue de Gaza, Palestine, VIIe siècle

Un motif comme celui du roi David sous les traits d’Orphée, crée un lien entre la mystique juive et la mystique orphique hellénistique. Les Judéens qui appréciaient cette représentation, en passant outre aux interdits édictés par les rabbins, ne cherchaient pas, pour autant, à s'assimiler  à la culture grecque, mais à « judaïser l’hellénisme », pour Goodenough. 
Les rabbins envisageaient tout autre chose. Ils se centraient sur la maison d’étude (bet midrash) et sur le tribunal civil (bet din), plutôt que sur la synagogue (bet knesset). La maison d’étude prenait, parfois, la valeur d’une synagogue, pour les rabbins, mais elle témoignait d’une grande sobriété, tant dans son aspect extérieur que dans son aspect intérieur.
Et, cependant, les synagogues alexandrines à l’époque de Philon ne présentaient pas d’images figuratives. Elles n’apparaissent que vers le IIIe  siècle dans l’art synagogal pour disparaître vers le VIIIe, en recouvrant la période où se produit le rapprochement, et bientôt la fusion entre le courant synagogal et le courant rabbinique.
C’est qui a conduit Jacob Neusner à formuler l’hypothèse d’un rapprochement continu entre ces deux courants depuis le Ier siècle. Neusner suppose qu’au IIIe siècle le rapprochement était déjà assez avancé pour permettre l’éclosion d’un art figuratif commun aux deux tendances, ou du moins toléré par la tendance rabbinique, non seulement dans l’empire romain, mais aussi en Babylonie, où la plus fameuse des synagogues, celle de Nehardea, était ornée d’une statue d’un roi perse.
Les interdits énoncés par les rabbins, en matière de peinture ou d’architecture, restaient toujours susceptibles d’interprétation. Urbach remarque que les opinions les plus tolérantes l’emportent dans les académies talmudiques. Le danger du paganisme ne représentait plus grand-chose au milieu du IIIe siècle lorsque se produit ce phénomène. Les rabbins des académies palestiniennes ne condamnaient plus les représentations figuratives. De sorte que l’art juif antique, au lieu de résulter de l’opposition entre le courant synagogal et le courant rabbinique, comme le croyait Goodenough, résulterait plutôt de leur union.

## Littérature synagogale
« Le judaïsme synagogal est documenté par des sources qui précédemment ont été considérées soit comme chrétiennes (pour la littérature pseudépigraphe ou apocryphe), soit comme rabbiniques (pour la littérature targoumique ou poétique) », note Mimouni. 
Les rabbins ont conservé principalement les textes écrits en araméen ; les chrétiens, les textes écrits en grec, ce qui laisse supposer que les Judéens de la langue araméenne ont rejoint en majorité le courant rabbinique, et ceux de langue grecque, le courant chrétien.

### Littérature de langue araméenne
Elle se présente sous trois formes principales :

#### Littérature des Hekhalot
Ecrite entre le IIIe et le VIIIe siècles, la littérature des Hekhalot évoque le « Palais », c'est-à-dire le Temple idéal, le lieu de Dieu, le char de Dieu au-delà du Temps, visité en songe ou en transport mystique par les auteurs qui composent cette littérature. Ils s'inscrivent explicitement dans la tradition des visionnaires mystiques des siècles précédents, en se référant notamment à la vision d’Ézéchiel dans la Bible. On en a conservé une vingtaine de textes attribués par la tradition à des docteurs du Talmud – rabbi Akiba, rabbi Shimon bar Yohaï, rabbi Ismaël, rabbi Nehounia ben Haqana, etc. Mais ont-ils été réellement écrits par des rabbins ? Ou signalent-ils seulement la réappropriation de ces textes par la culture rabbinique ? La question demeure toujours en suspens.

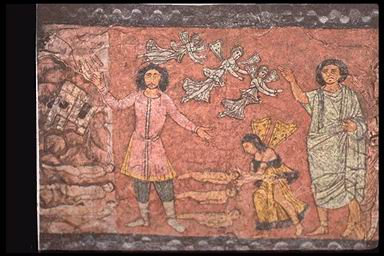
Le songe d’Ézéchiel, synagogue de Doura Europos, IIIe siècle

Gershom Scholem était persuadé que les Hekhalot appartenaient au domaine de la mystique rabbinique, dans la mesure où leur contenu renvoie à des sources talmudiques, principalement aggadiques. Le « récit de la création » et le « récit du char », inscrits dans le Talmud, conserveraient la forme embryonnaire d’une mystique qui se déploie de manière complète dans les Hekhalot. Ce qui témoignerait d’un fond mystique commun au courant synagogal et au courant rabbinique. Une analyse partagée par Neusner et par Mimouni. Les deux courants n’étaient probablement pas aussi opposés que le croyait Goodenough. Il n’existait pas moins des différences considérables entre les deux courants.
Les rabbins s’intéressaient aux visions célestes afin d’en tirer une interprétation théologique. Mais ils réprouvaient, en règle générale, les expériences mystiques (les transports, les transes, les stupéfactions, etc.) qui conduisaient à ce genre de visions.
Toutefois « les idées, les valeurs et les notions éthiques et théologiques sont partagées par les deux littératures même si quelques concepts sont plus accentués dans l’une ou dans l’autre », signale Ron Naiwel. « Ce qui les différencie se situe ailleurs : elles n’ont pas le même projet éthique ; la littérature rabbinique étant centrée sur le monde présent ; les Hekhalot sur un accès immédiat au monde céleste.»

#### Littérature targoumique
Produite sur une longue période, la littérature targoumique dérive de la nécessité liturgique de traduire le texte biblique de l’hébreu en araméen. Issue de la culture synagogale, elle livre un ensemble de commentaires qui a intégré la littérature rabbinique sans guère de difficulté, encore que Mimouni signale que « le mouvement des rabbins n’a pas toujours été favorable à cette forme de littérature, qu’il a parfois censurée.» 

#### Littérature proto-kabbalistique
Il s’agit principalement du Sefer Yetsirah (le « Livre de la création »), un traité de quelques pages qui se présente comme un condensé des découvertes relatives à la création du monde, écrit par Abraham selon la tradition rabbinique, ou par Akiba, selon d’autres sources issues de la même tradition.
Apparu à une date incertaine, entre le Ier et le VIIIe siècles, le Sefer Yetsirah se rattache encore à la littérature des Hekhalot par sa forme poétique et visionnaire, mais il s’en distingue par sa nature essentiellement cosmologique et spéculative. Il délivre, d’une manière concise et suggestive, les concepts majeurs sur lesquels repose la Kabbale – notamment, les dix sefirot : les « dix nombres abîme » (esser sefirot belimah) assimilables aux dix extensions ou « mesures infinies » d'un principe central, unique et inconnu ; les dix dimensions de l’univers dans lequel Dieu s’est étendu : le haut, le bas, le sud, le nord, l’est, l’ouest, le début, la fin, le bien, le mal. 
Le Sefer Yetsirah est le premier ouvrage classé dans le corpus kabbalistique, à la liaison entre la culture de la Synagogue et celle de la Kabbale.

### Littérature de langue grecque

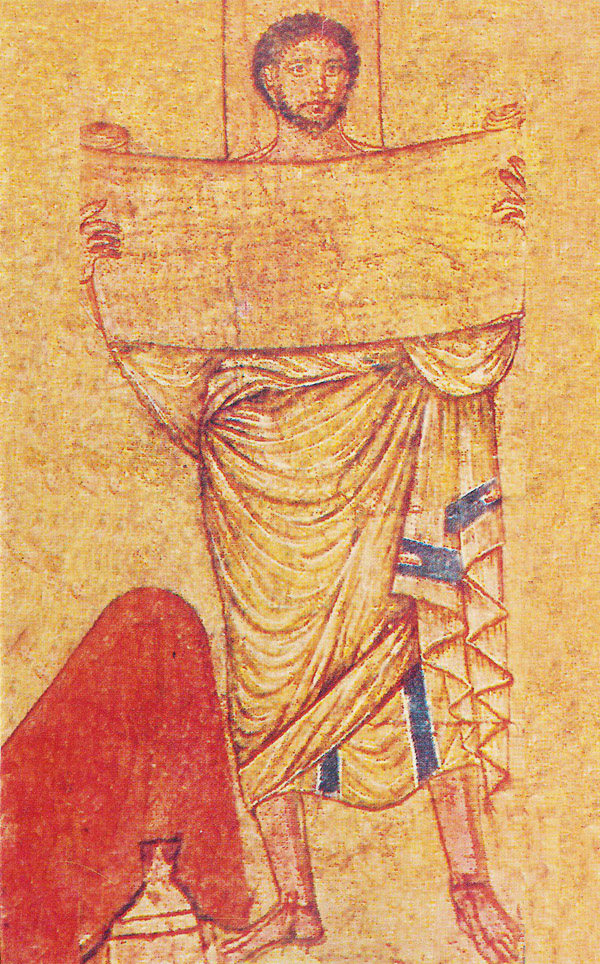
Esdras ou Jérémie, synagogue de Doura Europos, milieu du IIIe siècle

Elle se présente sous quatre formes principales :

#### Traductions et prolongements de la Bible en grec
Il s'agit de la Septante, la plus célèbre traduction de la Bible hébraïque en grec, écrite vers le IIe siècle avant l'ère chrétienne, avant même que le canon de la Bible hébraïque ne soit fixé, suivie de celles d'Aquila de Sinope, de Théodotion et de Symmaque. À quoi s'ajoute la littérature deutérocanonique, c'est-à-dire les livres classés dans l’Ancien Testament, selon le canon chrétien, mais qui ne seront pas acceptés par le canon des rabbins : ce sont les deux premiers Livres des Maccabées, le Livre de Judith, le Livre de Tobie,  les passages grecs du Livre d’Esther, le Livre de la Sagesse, le Siracide, les passages grecs du Livre de Baruch, les passages grecs du Livre de Daniel.

#### Littérature apocalyptique et intertestamentaire
Elle regroupe un ensemble de textes à tendance mystique, rejetés à la fois par le canon chrétien et par le canon rabbinique, mais qui bénéficient tout de même d’un prestige qui leur vaudra d’être conservés, d'une manière non officielle, par des membres de l'un ou l'autre des deux mouvements. Il s’agit des Apocryphes bibliques dont Simon Claude Mimouni souligne qu'ils détenaient, à l'origine, une légitimité égale à celle des textes canoniques de l’une ou l’autre des deux traditions  : « D'un point de vue historique, il convient de ne surtout pas considérer les récits canoniques comme supérieurs aux récits apocryphes. À l'époque de leur rédaction – vers la fin du Ier siècle et durant tout le IIe siècle – les uns et les autres avaient très certainement le même statut théologique ». Les textes les plus remarquables de cette littérature sont les Jubilés, la version grecque du Livre d'Hénoch, la Lettre d'Aristée, les Oracles sibyllins.
Les textes grecs des manuscrits de Qumrân figurent également dans cette catégorie.

#### Littérature historique
Il s’agit principalement de l’œuvre de Flavius Josèphe – notamment la Guerre des Juifs, les Antiquités judaïques et le Contre Apion – qui fournit le point de vue du premier historien du judaïsme sur les diverses tendances judéennes au Ier siècle.

#### Littérature philosophique
Il s’agit principalement de l’œuvre de Philon d’Alexandrie. Conservée par les autorités chrétiennes, mise à distance, sinon à l’index par les autorités rabbiniques, l’œuvre de Philon investira à nouveau le judaïsme au XIIe siècle, non seulement dans les écoles kabbalistiques qui reprennent alors l’héritage de la mystique juive antique, mais aussi dans les écoles maïmonidiennes qui prolongent la tradition talmudique.